# Ecce homo Homolka
Ecce homo Homolka je česká filmová komedie režiséra Jaroslava Papouška z roku 1969. Název filmu se dá přeložit jako „Ejhle, člověk Homolka“. Film ukazuje obyčejný život obyčejné rodiny Homolkových, která se vypraví na obyčejný výlet, který se však nezdaří.
Film je součástí volné trilogie, do které patří další dva snímky Jaroslava Papouška Hogo fogo Homolka (1970) a Homolka a tobolka (1972).

## Obsazení
| Josef Šebánek              | děda Homolka                  |
| Marie Motlová              | babi Homolková                |
| František Husák            | Ludva, syn Homolkových        |
| Helena Růžičková           | Heduš, snacha Homolkových     |
| Petr Forman                | dvojče Péťa, vnuk Homolkových |
| Matěj Forman               | dvojče Máťa, vnuk Homolkových |
| Yvonne Kodoňová            | Pavlínka                      |
| Miroslav Jelínek           | Jirka                         |
| Jiří Dědík                 | muž v aerovce                 |
| Růžena Pružinová           | sousedka Suchánková           |
| Karel Fridrich             | muž v okně                    |
| Julie Kučerová-Nezavdalová | brýlatá stařenka v lese       |